# Les Amours de la reine Élisabeth
Les Amours de la reine Élisabeth er en fransk stumfilm fra 1912 af Henri Desfontaines og Louis Mercanton.

## Medvirkende
- Sarah Bernhardt som Elizabeth I
- Lou Tellegen som Robert Devereux
- Max Maxudian som Howard
- Nita Romani som Arabella
- Jean Angelo som Seymour